# Sint-Martinuskerk (Eijsden)
De Sint-Martinuskerk is een kerkgebouw in de buurtschap Breust in de plaats Eijsden, in de Nederlands Zuid-Limburgse gemeente Eijsden-Margraten. Het gebouw wordt omgeven door een kerkhof. Aan de noordzijde bevindt zich een plein. Aan de oostzijde lag in de middeleeuwen een mottekasteel, dat in 1619 aan de zuidzijde werd opgevolgd door het Huis Bakvliet; beide kastelen dienden als bestuurscentrum voor het kapittel van de Luikse Sint-Martinuskerk. Ongeveer 500 meter ten zuidwesten van de kerk ligt aan het Vroenhof de kerk van het dorp Eijsden zelf: de Sint-Christinakerk.
De kerk is een rijksmonument en de patroonheilige is Sint-Maarten.

## Geschiedenis
In het jaar 965 schonk bisschop Heraclius de kerk en hof van Breust aan de Sint-Martinuskerk van Luik. Het oudste deel van de huidige kerk dateert uit 1200: een in het torenportaal geplaatste romaanse latei.
In 1393 werd de romaanse kerk verwoest, waarna deze in gotische stijl werd herbouwd. Van de gotische kerk resteren alleen nog de ronde hardstenen zuilen met Maaskapitelen onder de spitsboogarcades in het huidige middenschip.
Rond 1500 werd de laatgotische toren van mergelsteen gebouwd, waarbij er mogelijk van de onderbouw van de oude toren gebruik is gemaakt.
In 1722 werd het gotische schip vervangen door een schip in barokstijl.
In 1851 werd het gotische koor door een groter koor vervangen. Daarbij kreeg het aan beide zijden een sacristieruimte. tevens werd het schip verhoogd met een lichtbeuk.
In 1879 bouwde men een neogotische grafkapel tegen de noordzijde van het koor.
In 1892 werd de toren ingrijpend gerestaureerd, waarbij onder andere de lage spits werd vervangen door de huidige ingesnoerde naaldspits. Ook werden laatgotische traceringen, galmgaten en friezen aangepast en vernieuwd.

## Beschrijving

### Exterieur
Het kerkgebouw bestaat uit een laatgotische toren met vier geledingen en een ingesnoerde naaldspits, een driebeukig schip, waarvan de zuidbeuk breder is dan de noordbeuk, en een halfrond gesloten koor. De toren is grotendeels van Limburgse mergel; alleen de plint is van breuksteen. De bakstenen muren van de zijbeuken zijn eveneens opgetrokken boven een plint van breuksteen. De 18e-eeuwse delen zijn te herkennen aan de speklagen van Limburgse mergel; bij de 19e-eeuwse uitbreiding ontbreken die. Aan de zuidkant bevinden zich zonnewijzers met het jaartal 1722.
Op het kerkhof bevinden zich dertien hardstenen grafkruisen uit de 17e eeuw. De pastorie of kapelanie, Sint Martinusstraat 1, is 18e-eeuws, maar in 1851 aan de voorzijde vergroot. De gevelsteen met jaartal 1738 werd daarbij verplaatst.

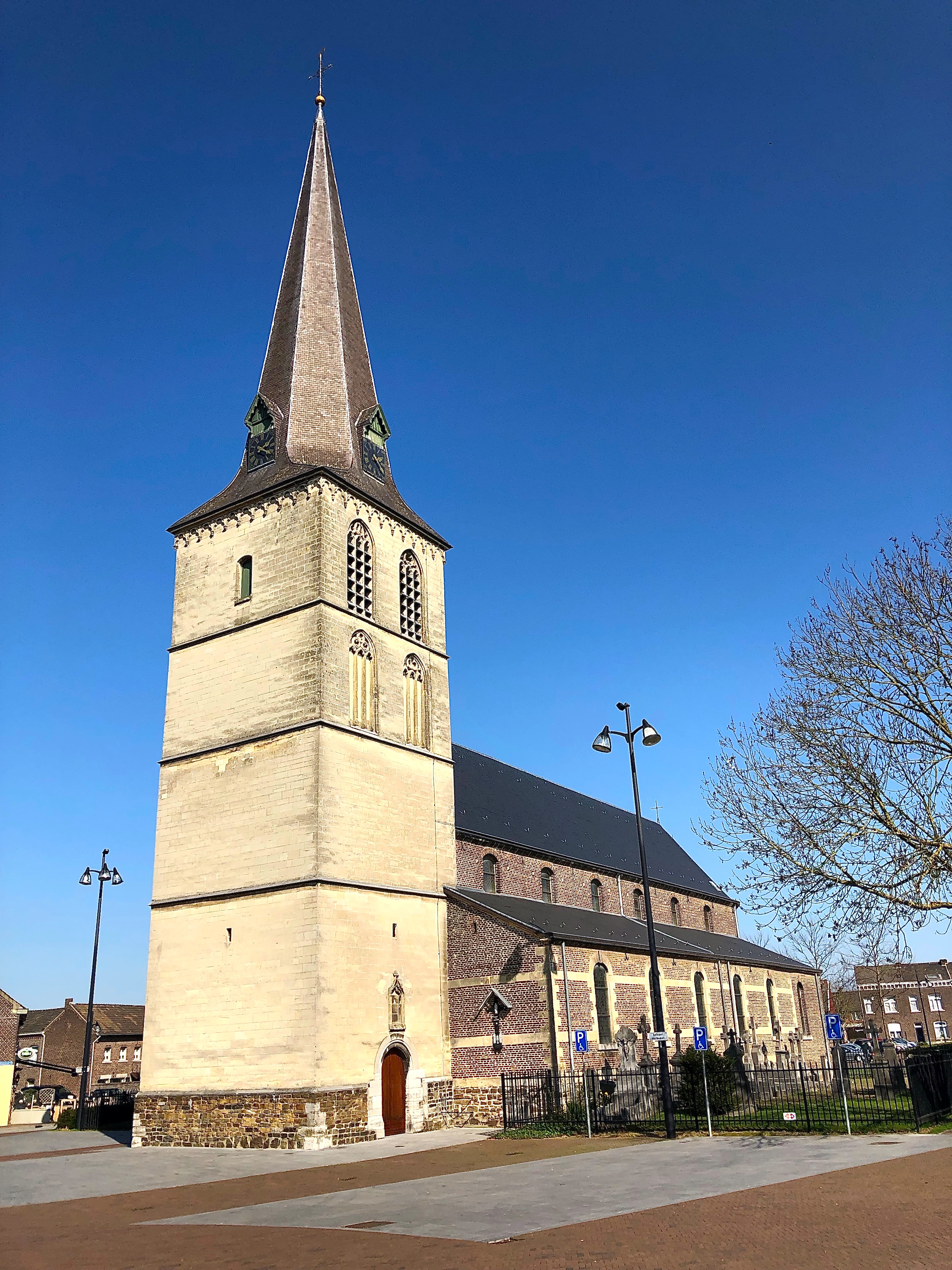
Laatgotische toren
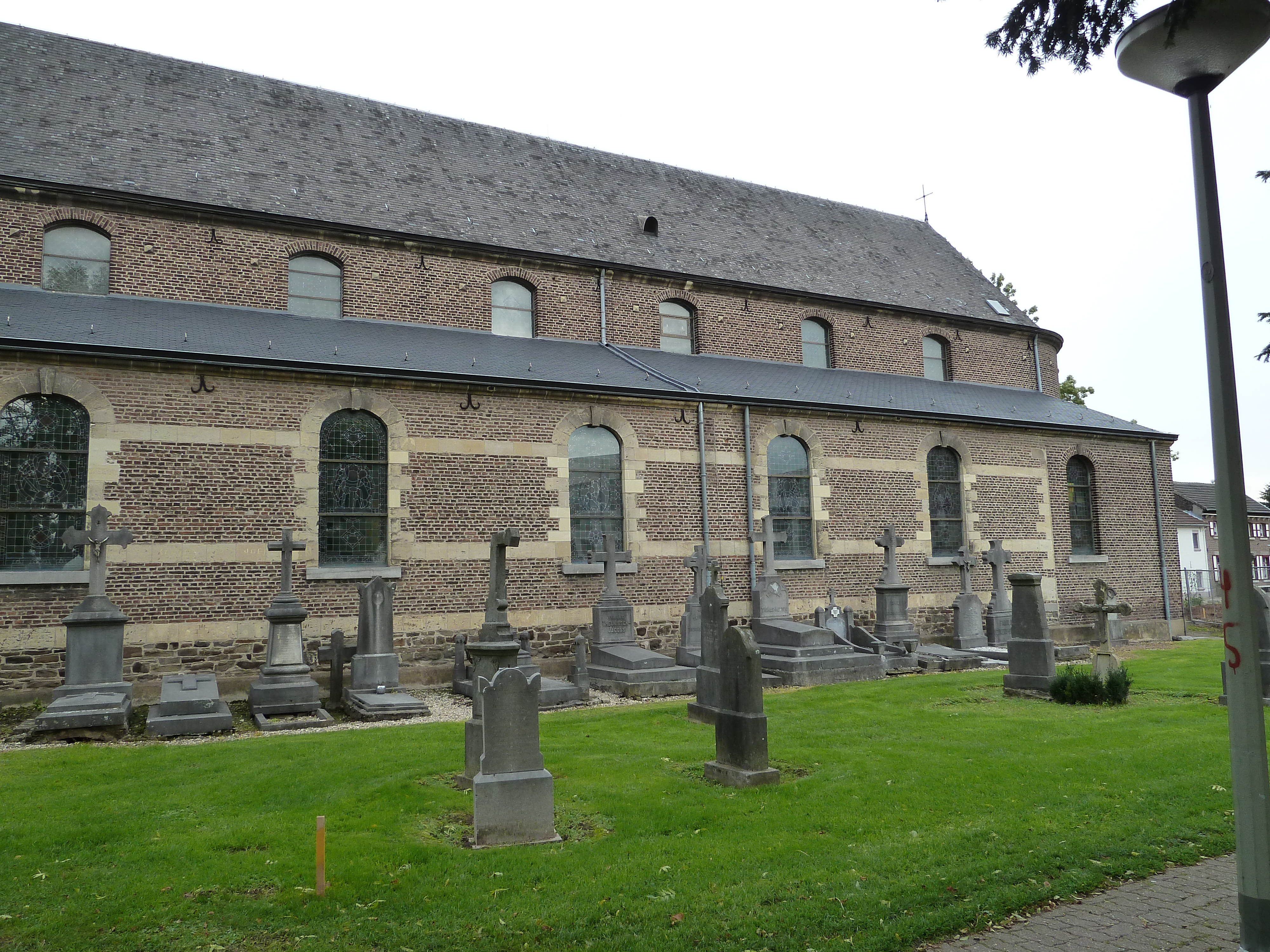
Zijbeuk en grafkruisen
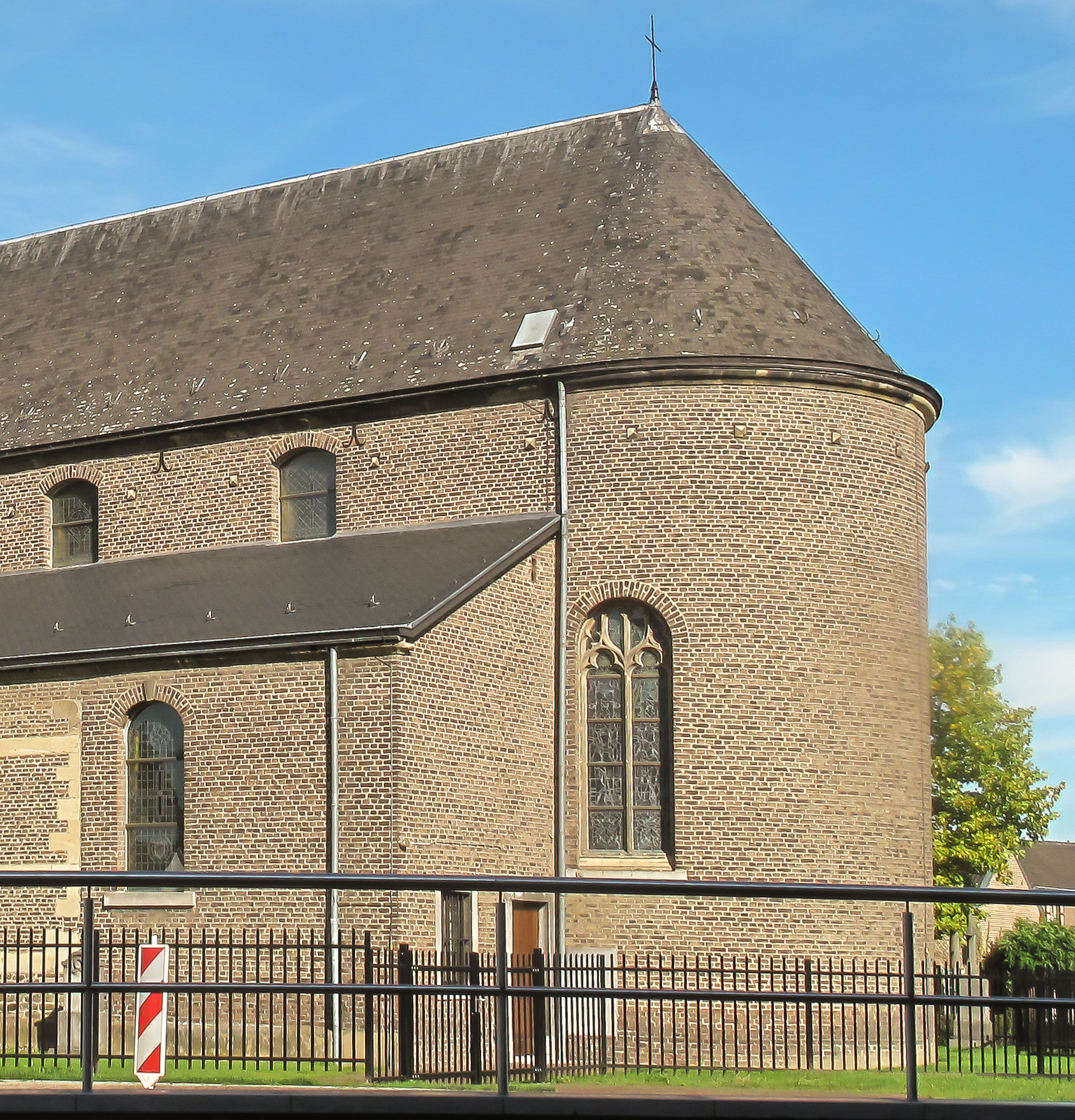
Uitbreiding koor en lichtbeuk
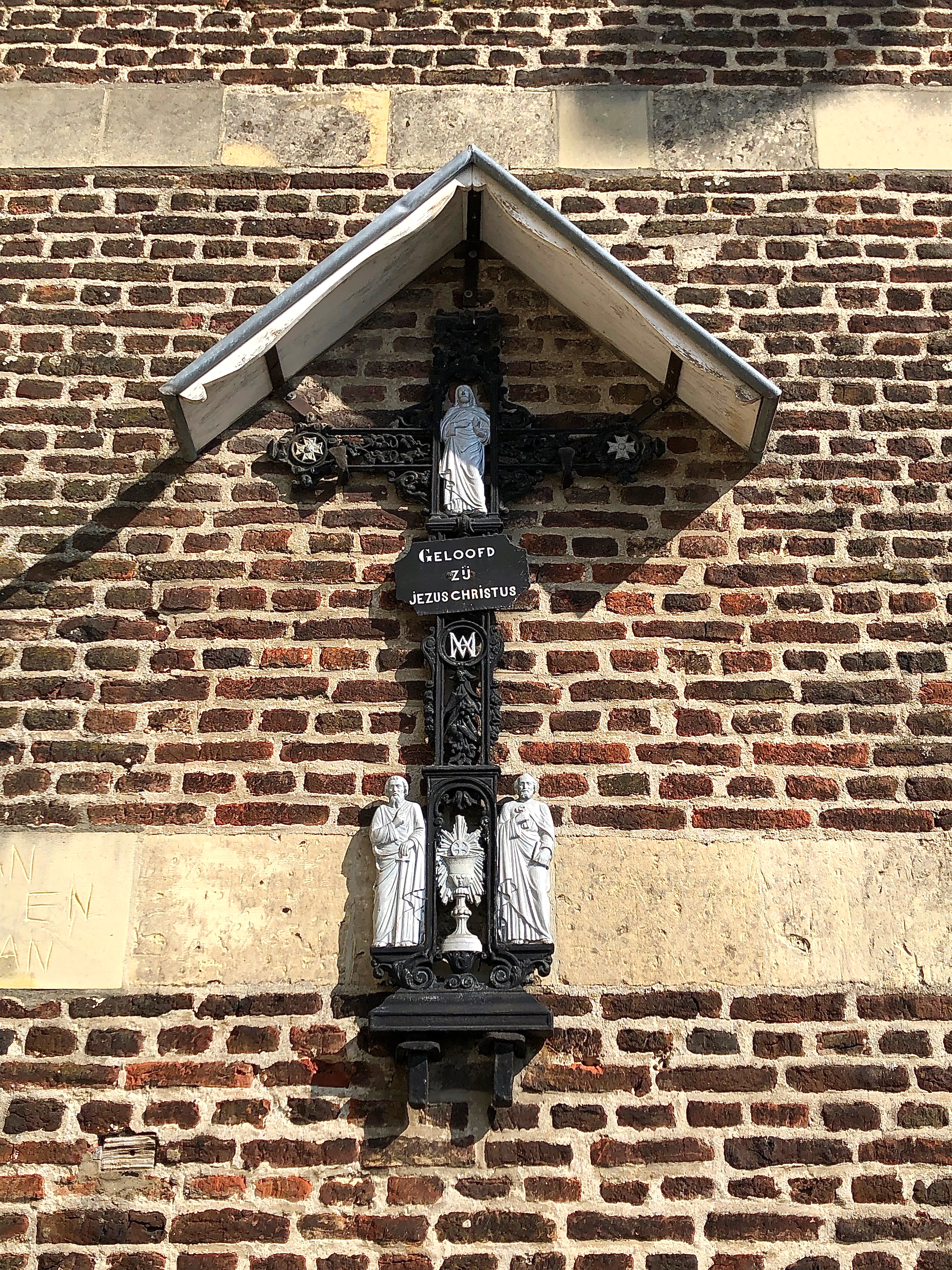
Crucifix aan de gevel

### Interieur

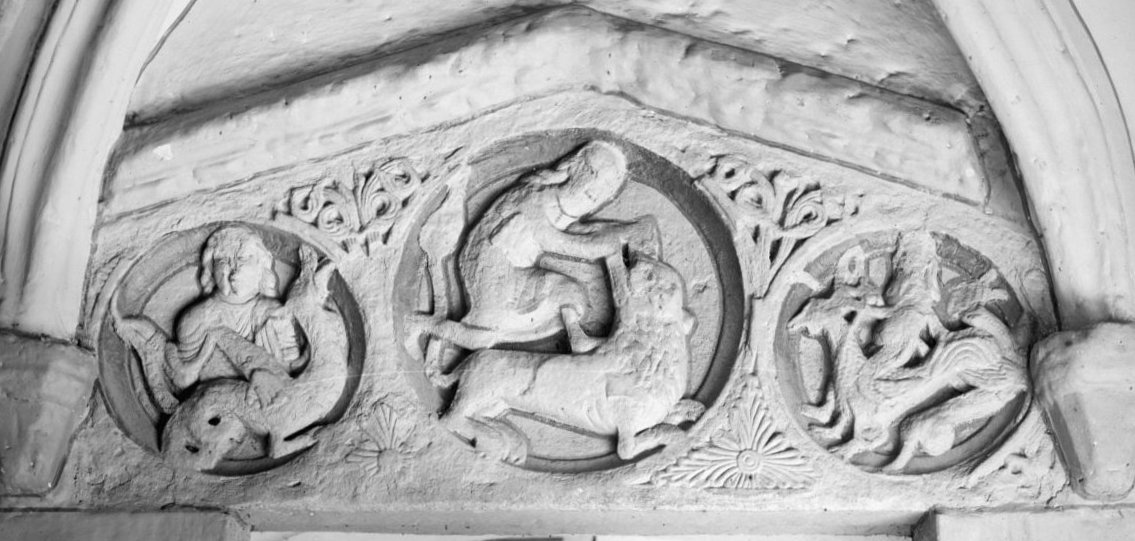
Latei met romaans reliëf

Boven de ingang in het torenportaal bevindt zich een van elders afkomstige 12e-eeuwse latei waarop drie medaillons met sterk verweerde reliëfs zijn gebeeldhouwd. De voorstellingen van mensen in gevecht met dieren zijn typerend voor de romaanse beeldhouwkunst. De latei is waarschijnlijk het werk van hetzelfde beeldhouwatelier, dat de kapitelen in het koor van de Onze-Lieve-Vrouwebasiliek en in het westwerk van de Sint-Servaasbasiliek in Maastricht vervaardigde. De kunsthistorica Elizabeth den Hartog, gespecialiseerd in de romaanse beeldhouwkunst van het Maasland, vermoedt dat de drie afgebeelde dieren zijn ontleend aan Psalm 91 uit de Bijbel, met name vers 13, waar sprake is van een leeuw (tweemaal), een adder en een draak. De leeuw is afgebeeld in het middelste medaillon en de draak rechts daarvan. Het reptielachtige dier op het linker medaillon lijkt niet op een adder, maar dat kan liggen aan een gebrekkige vertaling van het bijbelvers. Een stenen doopvont is eveneens romaans (12e eeuw?).
Op het hoofdaltaar staat een kruisbeeld geflankeerd door beelden van Sint-Martinus en Sint-Nicolaas. Ook de zijaltaren zijn voorzien van heiligenbeelden. Andere beelden bevinden zich boven de pilaren in het middenschip. Bijzonder is een borstbeeld (een reliekbuste?) van Sint-Remigius, waarvan het barokke voetstuk dateert uit 1696; het gepolychromeerde borstbeeld is mogelijk ouder. Twee schilderijen uit circa 1700 van de apostelen Petrus en Paulus zijn kopieën naar Rembrandt. Van het meubilair zijn van belang: twee eenvoudige eikenhouten koorbanken uit 1663 en 1718, twee 18e-eeuwse zijaltaren en twee eveneens 18e-eeuwse barokke biechtstoelen met uitbundig houtsnijwerk.
Het eenklaviersorgel uit 1855 is afkomstig van de firma Pereboom & Leijser. In de klokkentoren hangen een luidklok van N. Legros uit 1766 (Ø 86 cm) en een klok van C. Drouot uit 1810 (Ø 78 cm).

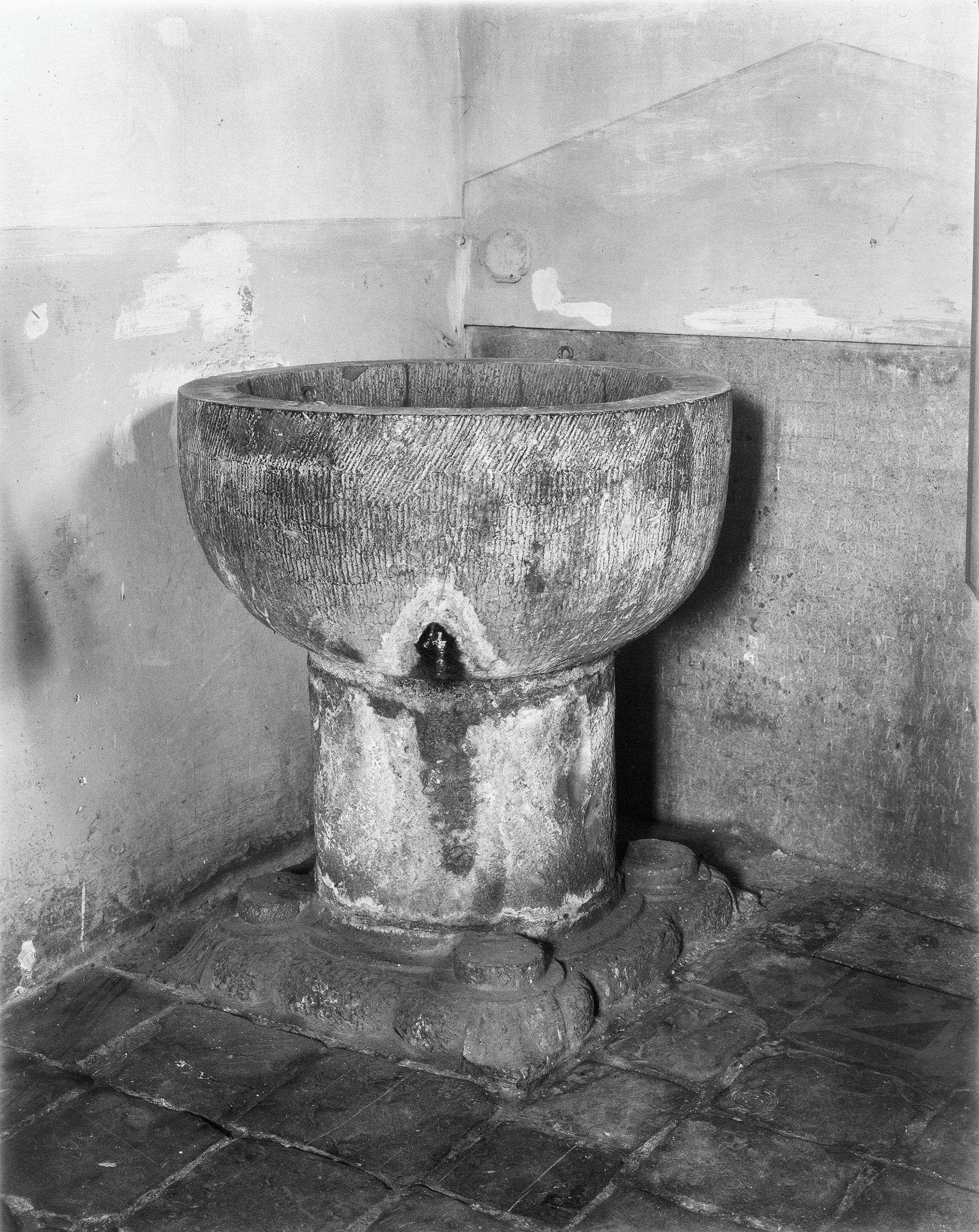
Romaans doopvont
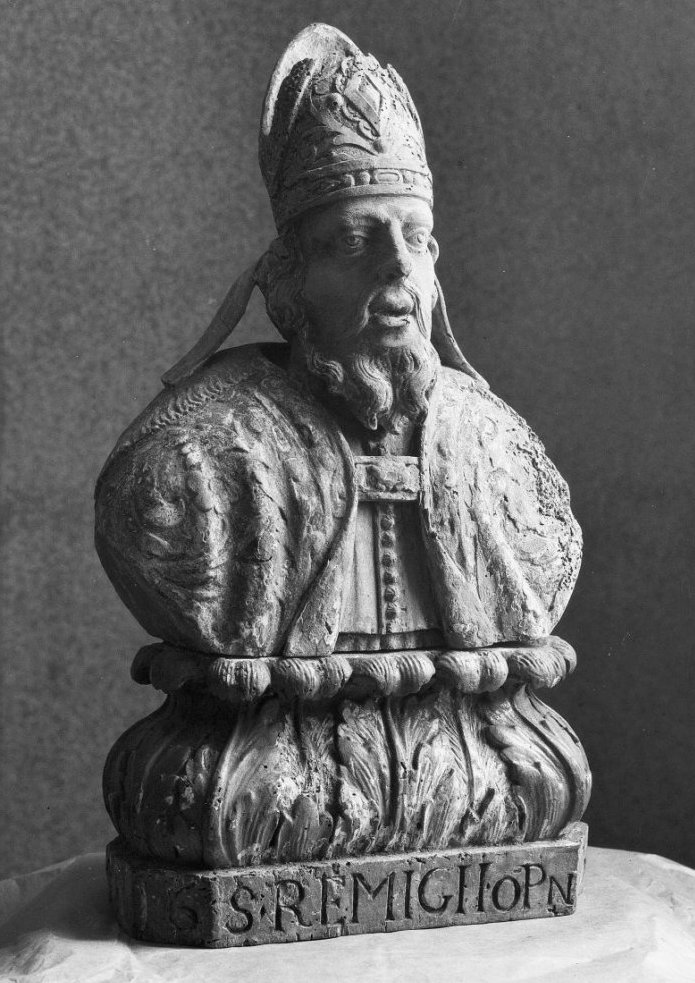
Reliekbuste St-Remigius
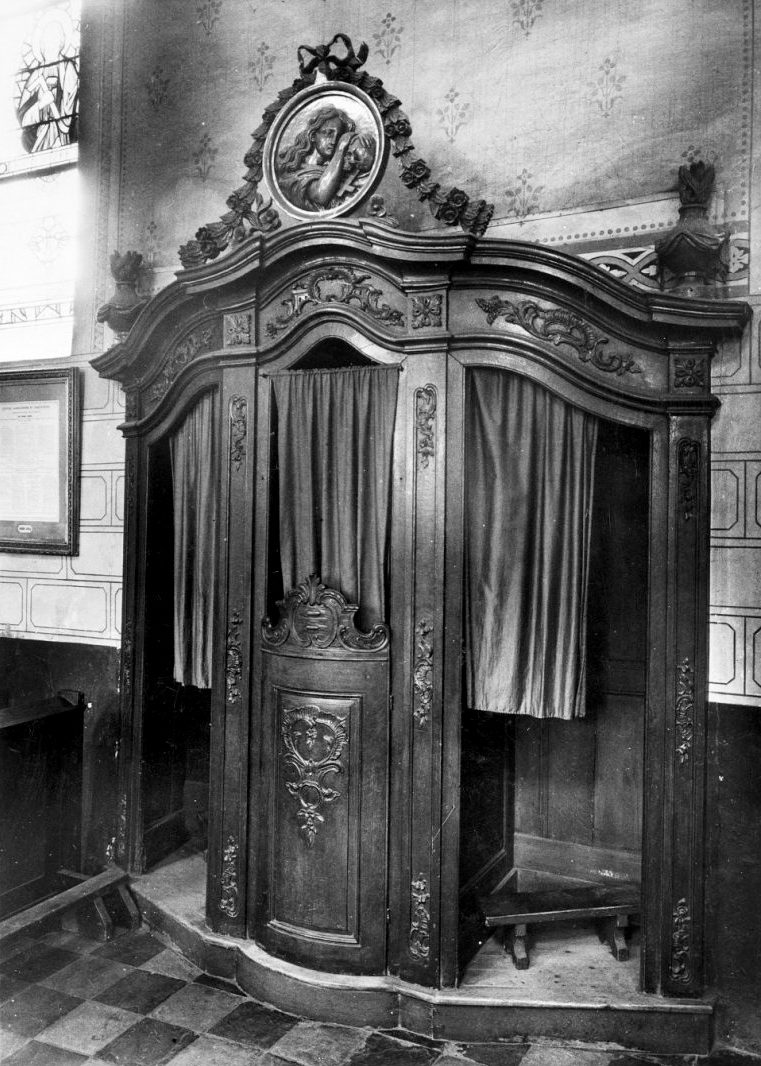
18e-eeuwse biechtstoel
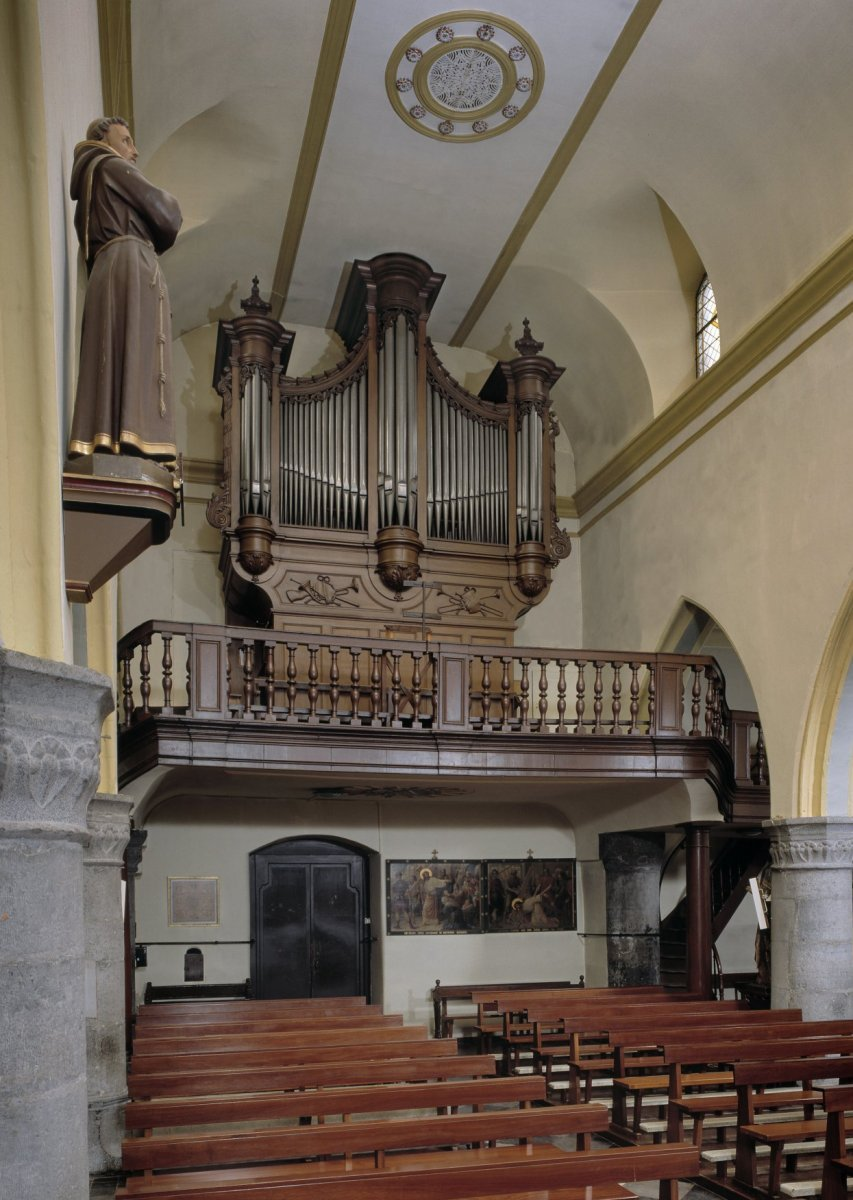
Zicht op het orgel

In de sacristie bevindt zich een 16e-eeuwse(?) stenen altaartafel en een tweetal eiken sacristiekasten, waaronder een 18e-eeuwse credenskast. De kasten zijn afkomstig uit het voormalige Observantenklooster op de Sint-Pietersberg ("Slavante"). Hier bevinden zich diverse oude paramenten, waaronder een drietal 18e-eeuwse kazuifels: een van groen moiré bestikt met bloemen; een van van purperen zijde, eveneens bestikt met bloemen, en een van rood damast met een granaatappel-motief. Uit het Observantenklooster afkomstig zijn een witte moiré koorkap (18e eeuw), een roze zijden velum met veelkleurige bloemen en IHS in goudbrokaat (ca. 1700), en een deel van een Albe met Brussels kant (18e eeuw). Onder het liturgisch vaatwerk bevinden zich eveneens diverse voorwerpen uit de 18e eeuw. Bijzonder is een pyxis met ingegraveerde voorstelling van de Kruisiging uit de 16e eeuw.

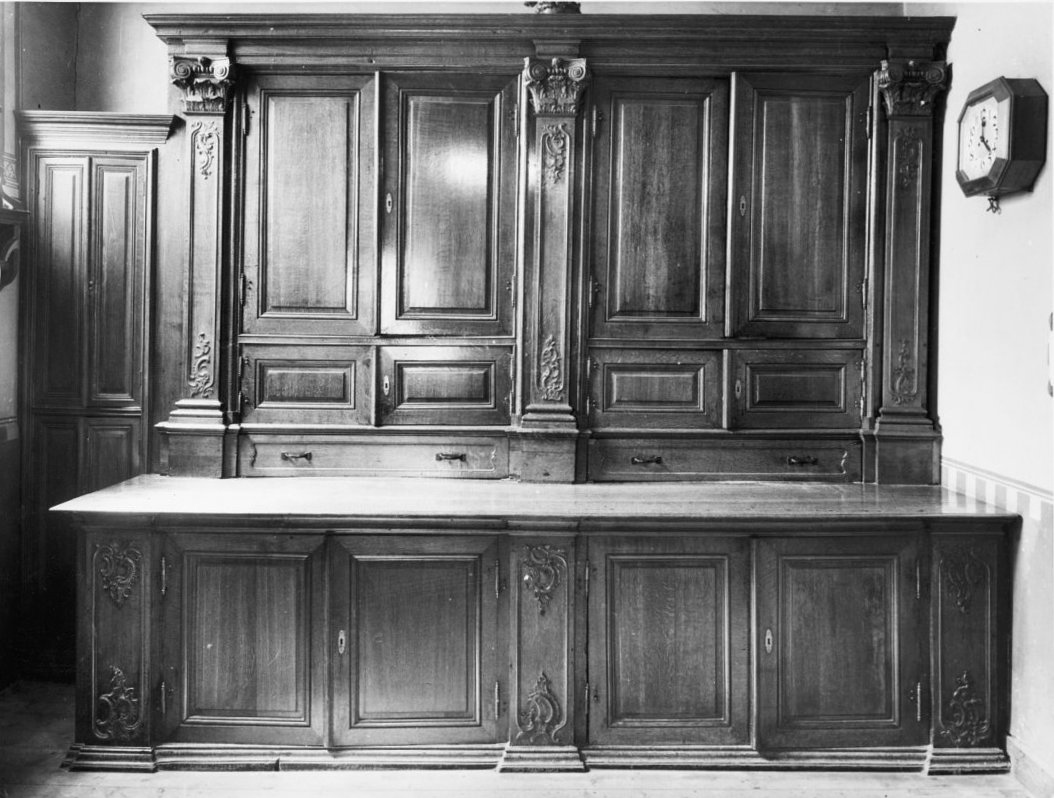
Credenskast (18e eeuw)
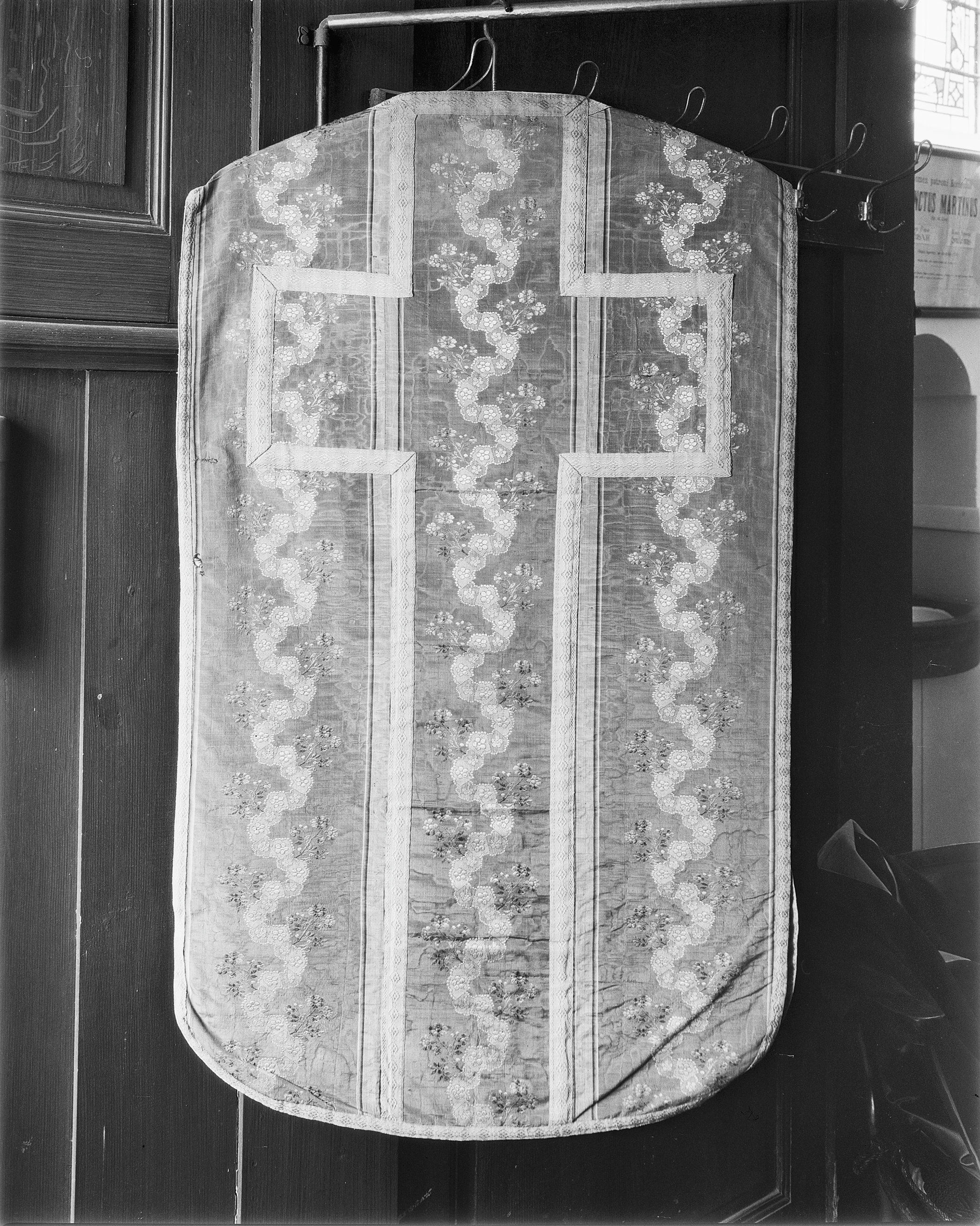
Kazuifel (18e eeuw)
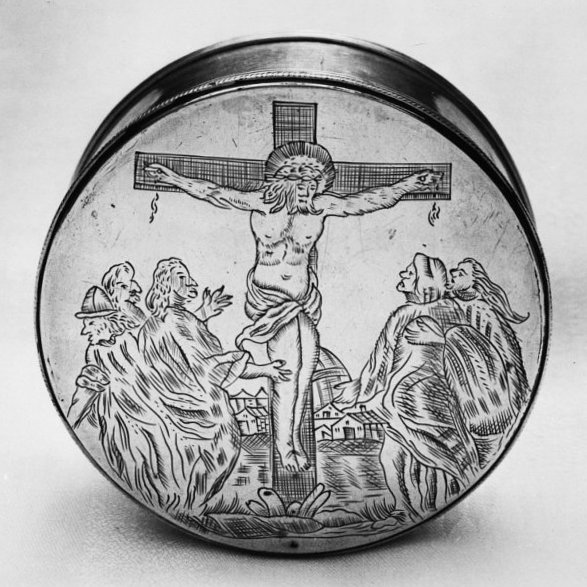
Pyxis (16e eeuw)
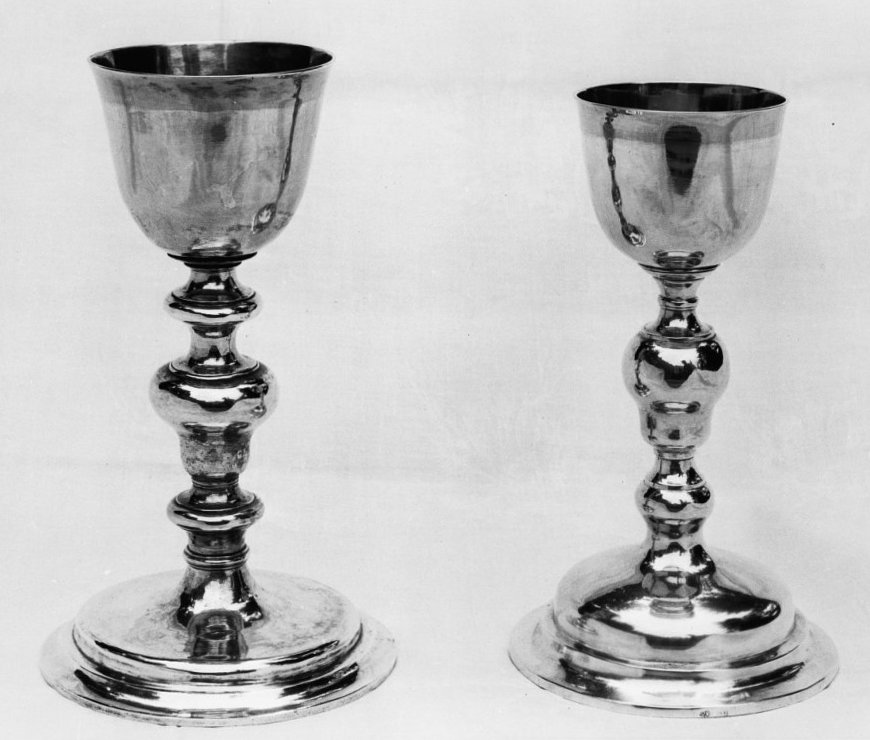
Miskelken (1713, 1767)